# Challenger de Chicago 2021
El Chicago Challenger 2021 fue un torneo de tenis profesional jugado en canchas duras. Fue la 2ª edición del torneo y formó parte de la WTA 125s de 2021. Se llevó a cabo en Chicago, Estados Unidos, entre el 16 de agosto al 22 de agosto de 2021.

## Cabezas de serie

### Individuales
| Tenista             | Ranking | Preclasificada |
| Alison Van Uytvanck | 60      | 1              |
| Danka Kovinić       | 66      | 2              |
| Ann Li              | 69      | 3              |
| Anhelina Kalinina   | 78      | 4              |
| Madison Brengle     | 79      | 5              |
| Amanda Anisimova    | 86      | 6              |
| Ana Konjuh          | 88      | 7              |
| Varvara Gracheva    | 89      | 8              |

- Ranking del 9 de agosto de 2021

### Dobles
| Tenista                           | Ranking | Preclasificada |
| Kaitlyn Christian Lesley Kerkhove | 152     | 1              |
| Julia Lohoff Renata Voráčová      | 170     | 2              |
| Harriet Dart Caroline Dolehide    | 180     | 3              |
| Sara Errani Oksana Kalashnikova   | 202     | 4              |

## Campeonas

### Individuales femeninos
Clara Tauson venció a  Emma Raducanu por 6–1, 2–6, 6–4

### Dobles femenino
Eri Hozumi /  Peangtarn Plipuech vencieron a  Mona Barthel /  Yu-chieh Hsieh por 7–5, 6–2